# Узлы Чебышёва
В математике под узлами Чебышёва понимают корни многочлена Чебышёва первого рода. Они часто используются в качестве узлов при полиномиальной интерполяции, так как позволяют снизить влияние
феномена Рунге.

## Определение

Геометрическое построение

Для натурального числа n узлы Чебышёва на отрезке [−1, 1] задаются формулой
{\displaystyle x_{k}=\cos \left({\frac {2k-1}{2n}}\pi \right),\quad k=1,\ldots ,n.}
Это корни многочлена Чебышёва первого рода степени n. Для получения узлов на произвольном отрезке [a, b]
можно применить аффинное преобразование отрезков:
{\displaystyle x_{k}={\frac {1}{2}}(a+b)+{\frac {1}{2}}(b-a)\cos \left({\frac {2k-1}{2n}}\pi \right),\quad k=1,\ldots ,n.}